# Luigi Mariotti (militare)
Luigi Mariotti (Torino, 21 maggio 1913 – Mojkovac, 27 dicembre 1944) è stato un militare e aviatore italiano, decorato di una Medaglia d’oro, tre d’argento, una di bronzo al valor militare e con la Croce di Ferro di seconda classe durante la seconda guerra mondiale, dove fu un asso conseguendo 5 vittorie accertate, oltre a 10 in collaborazione.

## Biografia
Nacque a Torino il 21 maggio 1913, e dopo aver conseguito il diploma di ragioniere presso l’Istituto tecnico Leonardo da Vinci di Roma, nel febbraio 1933  si arruolò come Allievo sottufficiale nella Regia Aeronautica. Ottenuto il brevetto di pilota militare fu assegnato, come sergente, al 4º Stormo Caccia Terrestre. Congedatosi nel 1934, l’anno successivo fu richiamato in servizio in seguito allo scoppio della guerra d'Etiopia, e assegnato al 2º Stormo Caccia Terrestre, dove fu promosso sottotenente di complemento. Rimasto in servizio nel corso nell’ottobre 1936, risultando in forza al 52º Stormo Caccia Terrestre, fu mandato a combattere in Spagna assegnato all’Aviazione Legionaria. Promosso tenente nell’aprile 1937, fu poi catturato dai repubblicani dopo un atterraggio di fortuna ritornando in Patria nel febbraio 1939 assegnato alla 363ª Squadriglia, del 53º Stormo Caccia Terrestre. Promosso capitano nell’aprile 1940, dopo l’entrata in guerra dell’Italia, il 10 giugno successivo, prese parte alla operazioni belliche contro la Francia assegnato al 150º Gruppo Caccia Terrestre. A partire dal 28 ottobre prese parte alla operazioni militari contro la Grecia in forza al 160º Gruppo Autonomo Caccia Terrestre. Trasferito in Africa settentrionale al seguito del 4º Stormo per le operazioni contro le forze inglesi, vi rimase fino al luglio 1942 quando rientrò in Italia in seguito ad una ferita. Rientrò in servizio attivo nel gennaio 1943, e nel luglio successivo assunse il comando del 9º Gruppo che mantenne fino alla firma dell’armistizio dell’8 settembre.
Nel corso di un incontro fra il Maresciallo d'Italia Pietro Badoglio e il generale Dwight Eisenhower svoltosi il 29 settembre a bordo della nave da battaglia inglese "Nelson",  le autorità italiane decisero di compiere un gesto dimostrativo che avrebbe dovuto attirare l'attenzione dell'opinione pubblica, eseguendo un lancio di volantini sulla città di Roma, allora occupata dai tedeschi. Con questo gesto il governo sperava di dimostrare al popolo italiano che non era stato abbandonato al loro destino. Per la missione, che prevedeva l’impiego di tre caccia Aermacchi C.205 Veltro, vennero prescelti lui, il capitano Ranieri Piccolomini Clementini Adami e il maggiore Carlo Maurizio Ruspoli di Poggio Suasa.

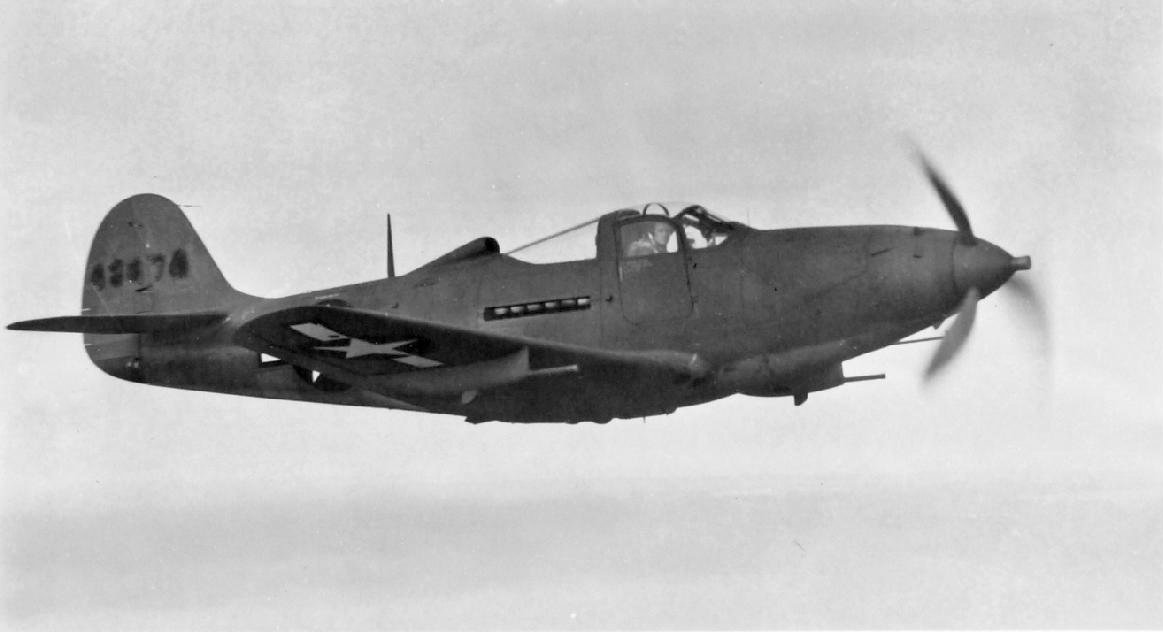
Un caccia Bell P-39Q Airacobra in volo.

Il 1 aprile 1944 assunse l’incarico di comandante del 4º Stormo, venendo promosso nel contempo al grado di maggiore.  Rimase ucciso il 27 dicembre 1944, quando il suo caccia Bell P-39Q Airacobra fu abbattuto dalla contraerea tedesca sul cielo di Mojkovac, nell’allora Jugoslavia. Per il coraggio dimostrato in questa azione fu decorato dapprima con la quarta Medaglia d'argento al valor militare, che fu successivamente trasformata in Medaglia d'oro alla memoria.

### Annotazioni
1. ↑  La promozione al grado di maggiore fu retroattiva al luglio 1943.

### Fonti
1. 1 2 3  Ufficio Storico Stato Maggiore dell'Aeronautica 1969, p. 215.
2. 1 2 3 4 5 6 7  Massimello, Apostolo 2000, p. 87.
3. 1 2 3  Ufficio Storico Stato Maggiore dell'Aeronautica 1977, p. 34.
4. ↑  Ufficio Storico Stato Maggiore dell'Aeronautica 1977, p. 171.
5. ↑  Ufficio Storico Stato Maggiore dell'Aeronautica 1977, p. 179.
6. ↑  Ufficio Storico Stato Maggiore dell'Aeronautica 1977, p. 180.
7. ↑  Ufficio Storico Stato Maggiore dell'Aeronautica 1977, p. 275.
8. ↑  Ufficio Storico Stato Maggiore dell'Aeronautica 1977, p. 33.
9. 1 2  Massimello, Apostolo 2000, p. 72.
10. 1 2 3  Massimello, Apostolo 2000, p. 73.
11. ↑  Ufficio Storico Stato Maggiore dell'Aeronautica 1977, p. 37.
12. 1 2  Ufficio Storico Stato Maggiore dell'Aeronautica 1977, p. 35.
13. ↑  Bollettino Ufficiale 1946, dispensa 14, pagina 682.
14. ↑  Registrato alla Corte dei conti addì 27 maggio 1941, registro n.26 Aeronautica, foglio n.187.
15. ↑  Registrato alla Corte dei conti addì 9 marzo 1945, registro n.2 Aeronautica, foglio n.175.